# Olympische Sommerspiele 2012/Teilnehmer (Österreich)
| Gelbes Symbol für Goldmedaillen mit stilisierten Olympischen Ringen | Graues Symbol für Silbermedaillen mit stilisierten Olympischen Ringen | Braundes Symbol für Bronzemedaillen mit stilisierten Olympischen Ringen |
| ------------------------------------------------------------------- | --------------------------------------------------------------------- | ----------------------------------------------------------------------- |
| —                                                                   | —                                                                     | —                                                                       |

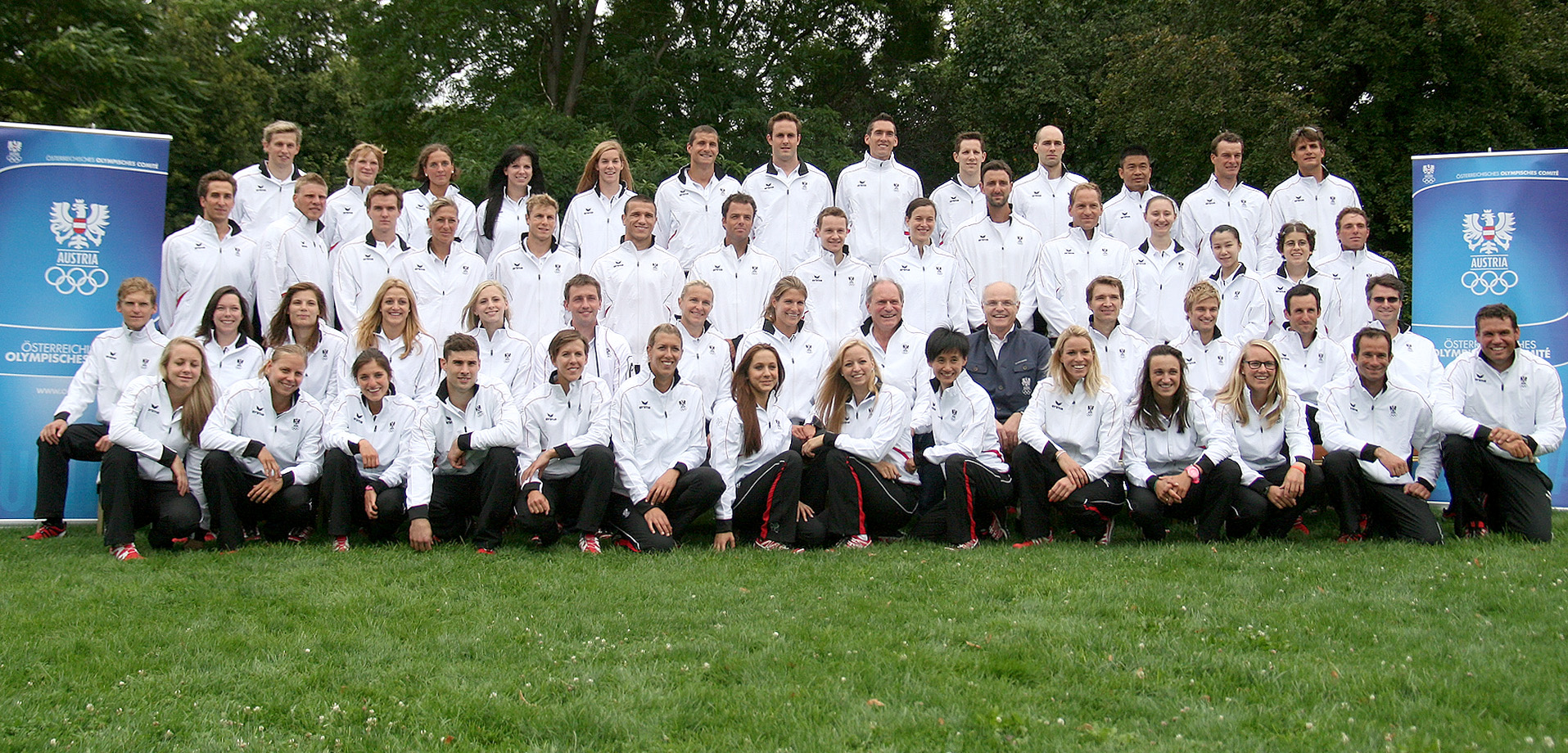
Olympiateilnehmer Österreichs 2012 (nicht die komplette Delegation)

Der vom Österreichischen Olympischen Comité (ÖOC) für die Olympischen Sommerspiele 2012 in London nominierte Kader Österreichs für die Spiele der XXX. Olympiade umfasste 70 Sportler. Fahnenträger der Delegation war bei der Eröffnungsfeier der Schwimmer Markus Rogan; bei der Abschlusszeremonie hielt die Hürdenläuferin Beate Schrott die Fahne. Erstmals seit den Olympischen Sommerspielen 1964 in Tokio blieb Österreich ohne Medaille.
Der Kader wurde von ÖOC am 6. Juli 2012 bekannt gegeben. Er bestand zunächst aus 69 Athleten, nach der Nachnominierung der Tennisspielerin Tamira Paszek durch die International Tennis Federation umfasste das Team schließlich 70 Sportler. Von den 31 Frauen und 39 Männern nahmen 30 zum ersten Mal an Olympischen Spielen teil, der Schütze Thomas Farnik bereits zum sechsten Mal. Vier Sportler – Andreas Geritzer, Ludwig Paischer, Christian Planer und Markus Rogan – hatten schon bei früheren Spielen olympische Medaillen gewonnen. Das Betreuerteam bestand aus 60 Personen. Als „Österreich-Haus“, also als Treffpunkt von Athleten und Betreuern, Mitgliedern des ÖOC-Teams, Sponsorenvertretern, Ehrengästen und Medienvertretern sowie als Ort für Pressekonferenzen und etwaige Medaillen-Feiern wurde das Trinity House angemietet.

## Teilnehmer nach Sportarten

### Badminton
| Athleten            | Wettbewerb | Gruppenphase | Gruppenphase | Achtelfinale  | Achtelfinale  | Viertelfinale | Viertelfinale | Halbfinale    | Halbfinale    | Finale        | Finale        | Rang |
| Athleten            | Wettbewerb | Punkte       | Rang         | Gegner        | Ergebnis      | Gegner        | Ergebnis      | Gegner        | Ergebnis      | Gegner        | Ergebnis      | Rang |
| ------------------- | ---------- | ------------ | ------------ | ------------- | ------------- | ------------- | ------------- | ------------- | ------------- | ------------- | ------------- | ---- |
| Frauen              |            |              |              |               |               |               |               |               |               |               |               |      |
| Simone Prutsch      | Einzel     | 0            | 3            | ausgeschieden | ausgeschieden | ausgeschieden | ausgeschieden | ausgeschieden | ausgeschieden | ausgeschieden | ausgeschieden | 33   |
| Männer              |            |              |              |               |               |               |               |               |               |               |               |      |
| Michael Lahnsteiner | Einzel     | 0            | 3            | ausgeschieden | ausgeschieden | ausgeschieden | ausgeschieden | ausgeschieden | ausgeschieden | ausgeschieden | ausgeschieden | 33   |

### Beachvolleyball
| Athleten                           | Gruppenphase                                                      | Gruppenphase                                                                 | Gruppenphase | Gruppenphase | Achtelfinale                      | Achtelfinale             | Viertelfinale   | Viertelfinale      | Halbfinale    | Halbfinale    | Finale        | Finale        | Rang |
| Athleten                           | Gegner                                                            | Ergebnis                                                                     | Punkte       | Rang         | Gegner                            | Ergebnis                 | Gegner          | Ergebnis           | Gegner        | Ergebnis      | Gegner        | Ergebnis      | Rang |
| ---------------------------------- | ----------------------------------------------------------------- | ---------------------------------------------------------------------------- | ------------ | ------------ | --------------------------------- | ------------------------ | --------------- | ------------------ | ------------- | ------------- | ------------- | ------------- | ---- |
| Frauen                             |                                                                   |                                                                              |              |              |                                   |                          |                 |                    |               |               |               |               |      |
| Doris Schwaiger Stefanie Schwaiger | K. Kolocová/M. Sluková N. Cook/T. Hinsley K. Walsh/M. May-Treanor | 1:2 (21:10, 13:21, 13:15) 2:1 (18:21, 22:20, 15:10) 1:2 (21:17, 8:21, 10:15) | 4            | 3            | Anastassija Wassina Anna Wosakowa | 2:1 (21:17, 16:21, 15:9) | Xue C. Zhang X. | 0:2 (18:21, 11:21) | ausgeschieden | ausgeschieden | ausgeschieden | ausgeschieden | 5    |
| Doris Schwaiger Stefanie Schwaiger | Lucky Loser-Runde: Z. Dampney/S. Mullin                           | 2:0 (21:15, 21:12)                                                           | –            | –            | Anastassija Wassina Anna Wosakowa | 2:1 (21:17, 16:21, 15:9) | Xue C. Zhang X. | 0:2 (18:21, 11:21) | ausgeschieden | ausgeschieden | ausgeschieden | ausgeschieden | 5    |
| Männer                             |                                                                   |                                                                              |              |              |                                   |                          |                 |                    |               |               |               |               |      |
| Clemens Doppler Alexander Horst    | E. Rego/A. Cerutti D. Lupo/P. Nicolai P. Heuscher/J. Bellaguarda  | 1:2 (21:19, 17:21, 14:16) 2:0 (21:18, 21:17) 0:2 (22:24, 12:21)              | 4            | 4            | ausgeschieden                     | ausgeschieden            | ausgeschieden   | ausgeschieden      | ausgeschieden | ausgeschieden | ausgeschieden | ausgeschieden | 19   |

### Fechten
| Athleten         | Wettbewerb     | 1. Runde | 1. Runde | 2. Runde  | 2. Runde | Achtelfinale  | Achtelfinale  | Viertelfinale | Viertelfinale | Halbfinale    | Halbfinale    | Finale        | Finale        | Rang |
| Athleten         | Wettbewerb     | Gegner   | Ergebnis | Gegner    | Ergebnis | Gegner        | Ergebnis      | Gegner        | Ergebnis      | Gegner        | Ergebnis      | Gegner        | Ergebnis      | Rang |
| ---------------- | -------------- | -------- | -------- | --------- | -------- | ------------- | ------------- | ------------- | ------------- | ------------- | ------------- | ------------- | ------------- | ---- |
| Männer           |                |          |          |           |          |               |               |               |               |               |               |               |               |      |
| Roland Schlosser | Florett Einzel | Freilos  | Freilos  | Lei Sheng | 9:15     | ausgeschieden | ausgeschieden | ausgeschieden | ausgeschieden | ausgeschieden | ausgeschieden | ausgeschieden | ausgeschieden | 26   |

### Judo
| Athleten          | Wettbewerb       | 1. Runde Round of 64 | 1. Runde Round of 64 | 2. Runde Round of 32 | 2. Runde Round of 32 | Achtelfinale Round of 16 | Achtelfinale Round of 16 | Viertelfinale Quarter Final | Viertelfinale Quarter Final | Hoffnungsrunde Halbfinale Repechage | Hoffnungsrunde Halbfinale Repechage | Halbfinale    | Halbfinale    | Hoffnungsrunde Finale Bronze Medal | Hoffnungsrunde Finale Bronze Medal | Finale        | Finale        | Rang |
| Athleten          | Wettbewerb       | Gegner               | Ergebnis             | Gegner               | Ergebnis             | Gegner                   | Ergebnis                 | Gegner                      | Ergebnis                    | Gegner                              | Ergebnis                            | Gegner        | Ergebnis      | Gegner                             | Ergebnis                           | Gegner        | Ergebnis      | Rang |
| ----------------- | ---------------- | -------------------- | -------------------- | -------------------- | -------------------- | ------------------------ | ------------------------ | --------------------------- | --------------------------- | ----------------------------------- | ----------------------------------- | ------------- | ------------- | ---------------------------------- | ---------------------------------- | ------------- | ------------- | ---- |
| Frauen            |                  |                      |                      |                      |                      |                          |                          |                             |                             |                                     |                                     |               |               |                                    |                                    |               |               |      |
| Sabrina Filzmoser | Klasse bis 57 kg | –                    | –                    | Joliane Melançon     | 100:010              | Hortense Diédhiou        | 100:000                  | Automne Pavia               | 000:003                     | Giulia Quintavalle                  | 000:100                             | ausgeschieden | ausgeschieden | ausgeschieden                      | ausgeschieden                      | ausgeschieden | ausgeschieden | 7    |
| Hilde Drexler     | Klasse bis 63 kg | –                    | –                    | Rizlen Zouak         | 011:000              | Alice Schlesinger        | 000:001                  | ausgeschieden               | ausgeschieden               | ausgeschieden                       | ausgeschieden                       | ausgeschieden | ausgeschieden | ausgeschieden                      | ausgeschieden                      | ausgeschieden | ausgeschieden | 9    |
| Männer            |                  |                      |                      |                      |                      |                          |                          |                             |                             |                                     |                                     |               |               |                                    |                                    |               |               |      |
| Ludwig Paischer   | Klasse bis 60 kg | Jacob Gnahoui        | 100:000              | Rischod Sobirow      | 000:021              | ausgeschieden            | ausgeschieden            | ausgeschieden               | ausgeschieden               | ausgeschieden                       | ausgeschieden                       | ausgeschieden | ausgeschieden | ausgeschieden                      | ausgeschieden                      | ausgeschieden | ausgeschieden | 17   |

### Kanu

#### Kanurennsport
| Athleten                         | Wettbewerb | Vorlauf      | Vorlauf | Halbfinale   | Halbfinale | Finale       | Finale | Rang |
| Athleten                         | Wettbewerb | Zeit         | Rang    | Zeit         | Rang       | Zeit         | Rang   | Rang |
| -------------------------------- | ---------- | ------------ | ------- | ------------ | ---------- | ------------ | ------ | ---- |
| Frauen                           |            |              |         |              |            |              |        |      |
| Yvonne Schuring Viktoria Schwarz | K-2 500 m  | 1:46,374 min | 11      | 1:42,317 min | 4          | 1:44,785 min | 5      | 5    |

#### Kanuslalom

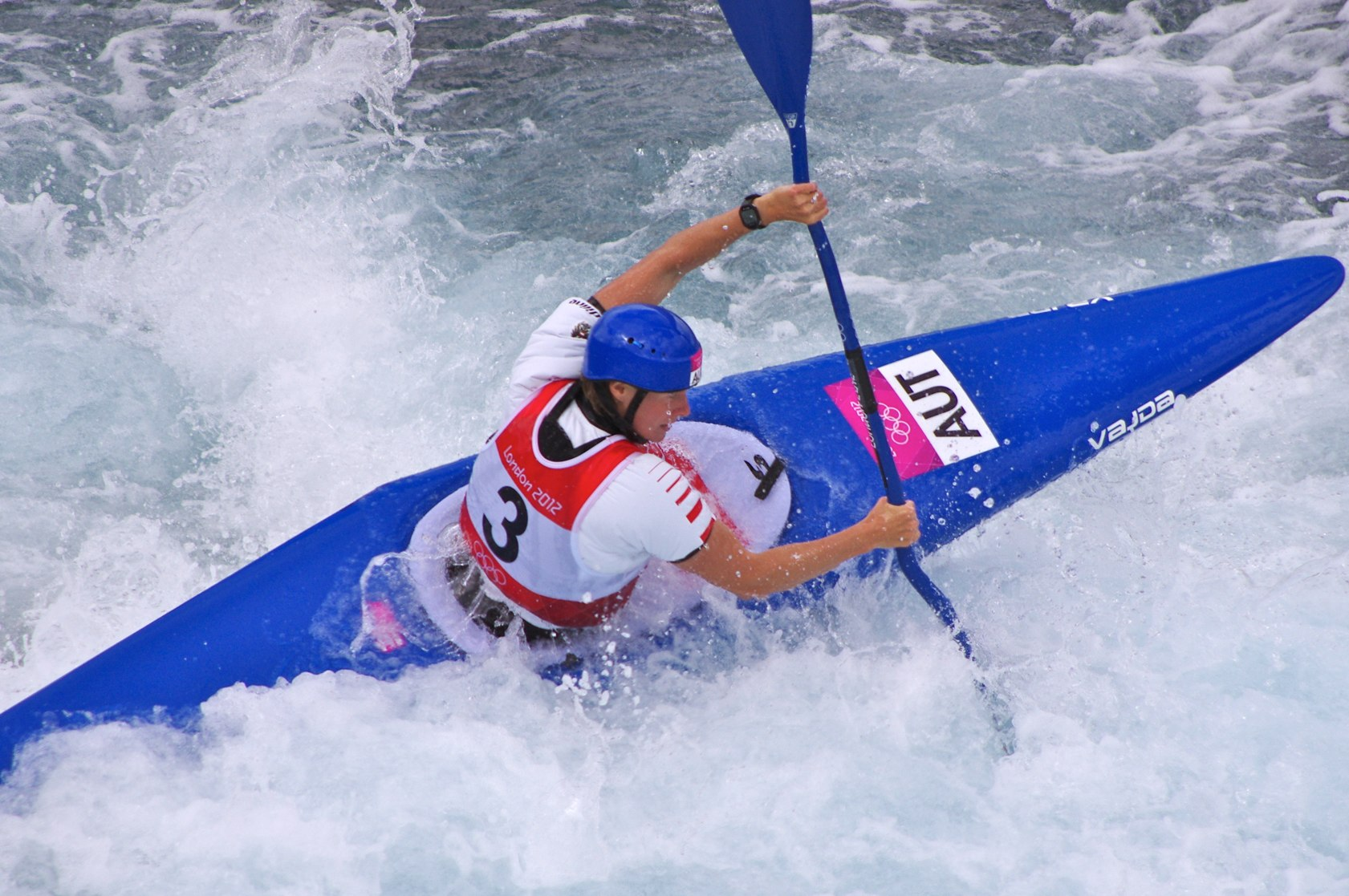
Corinna Kuhnle

| Athleten        | Wettbewerb | Vorlauf  | Vorlauf | Halbfinale | Halbfinale | Finale   | Finale | Rang |
| Athleten        | Wettbewerb | Zeit     | Rang    | Zeit       | Rang       | Zeit     | Rang   | Rang |
| --------------- | ---------- | -------- | ------- | ---------- | ---------- | -------- | ------ | ---- |
| Frauen          |            |          |         |            |            |          |        |      |
| Corinna Kuhnle  | K-1        | 101,77 s | 7       | 111,07 s   | 5          | 119,30 s | 8      | 8    |
| Männer          |            |          |         |            |            |          |        |      |
| Helmut Oblinger | K-1        | 88,81 s  | 10      | 98,99 s    | 7          | 104,28 s | 8      | 8    |

### Leichtathletik
Laufen und Gehen
| Athleten           | Wettbewerb   | Vorlauf     | Vorlauf | Halbfinale    | Halbfinale    | Finale                           | Finale                           | Rang                             |
| Athleten           | Wettbewerb   | Zeit        | Rang    | Zeit          | Rang          | Zeit                             | Rang                             | Rang                             |
| ------------------ | ------------ | ----------- | ------- | ------------- | ------------- | -------------------------------- | -------------------------------- | -------------------------------- |
| Frauen             |              |             |         |               |               |                                  |                                  |                                  |
| Andrea Mayr        | Marathon     | –           | –       | –             | –             | 2:34:51 h                        | 54                               | 54                               |
| Beate Schrott      | 100 m Hürden | 13,09 s     | 20      | 12,83 s       | 11 (Q)        | 13,07 s                          | 8                                | 8                                |
| Männer             |              |             |         |               |               |                                  |                                  |                                  |
| Andreas Vojta      | 1500 m       | 3:43,52 min | 36      | ausgeschieden | ausgeschieden | ausgeschieden                    | ausgeschieden                    | 36                               |
| Günther Weidlinger | Marathon     | –           | –       | –             | –             | verletzungsbedingt ausgeschieden | verletzungsbedingt ausgeschieden | verletzungsbedingt ausgeschieden |

Springen und Werfen
| Athleten        | Wettbewerb | Qualifikation | Qualifikation | Finale        | Finale        | Rang |
| Athleten        | Wettbewerb | Weite         | Rang          | Weite         | Rang          | Rang |
| --------------- | ---------- | ------------- | ------------- | ------------- | ------------- | ---- |
| Frauen          |            |               |               |               |               |      |
| Elisabeth Eberl | Speerwurf  | 49,66 m       | 37            | ausgeschieden | ausgeschieden | 37   |
| Männer          |            |               |               |               |               |      |
| Gerhard Mayer   | Diskuswurf | 60,81 m       | 24            | ausgeschieden | ausgeschieden | 24   |

Mehrkampf
| Athletinnen        | 100 m Hürden | 100 m Hürden | Hochsprung | Hochsprung | Kugelstoßen | Kugelstoßen | 200 m   | 200 m  | Weitsprung | Weitsprung | Speerwurf | Speerwurf | 800 m       | 800 m  | Punkte | Rang |
| Athletinnen        | Zeit         | Punkte       | Höhe       | Punkte     | Weite       | Punkte      | Zeit    | Punkte | Weite      | Punkte     | Weite     | Punkte    | Zeit        | Punkte | Punkte | Rang |
| ------------------ | ------------ | ------------ | ---------- | ---------- | ----------- | ----------- | ------- | ------ | ---------- | ---------- | --------- | --------- | ----------- | ------ | ------ | ---- |
| Siebenkampf Frauen |              |              |            |            |             |             |         |        |            |            |           |           |             |        |        |      |
| Ivona Dadic        | 14,58 s      | 898          | 1,80 m     | 978        | 12,19 m     | 674         | 24,29 s | 953    | 6,00 m     | 850        | 41,82 m   | 702       | 2:15,90 min | 880    | 5935   | 25   |

### Moderner Fünfkampf
| Athleten      | Fechten  | Fechten | Schwimmen   | Schwimmen | Reiten   | Reiten | Combined     | Combined | Punkte | Rang |
| Athleten      | Bilanz   | Punkte  | Zeit        | Punkte    | Zeit     | Punkte | Zeit         | Punkte   | Punkte | Rang |
| ------------- | -------- | ------- | ----------- | --------- | -------- | ------ | ------------ | -------- | ------ | ---- |
| Männer        |          |         |             |           |          |        |              |          |        |      |
| Thomas Daniel | 17 Siege | 808     | 2:09,23 min | 1252      | 73,560 s | 1180   | 10:24,02 min | 2504     | 5744   | 6    |

### Radsport

#### Straße
| Athleten       | Wettbewerb    | Zeit      | Rang |
| -------------- | ------------- | --------- | ---- |
| Männer         |               |           |      |
| Daniel Schorn  | Straßenrennen | 5:46:37 h | 81   |
| Bernhard Eisel | Straßenrennen | 5:46:37 h | 36   |

#### Mountainbike
| Athleten           | Wettbewerb    | Zeit      | Rang |
| ------------------ | ------------- | --------- | ---- |
| Frauen             |               |           |      |
| Elisabeth Osl      | Cross-Country | 1:36:47 h | 15   |
| Männer             |               |           |      |
| Alexander Gehbauer | Cross-Country | 1:31:16 h | 9    |
| Karl Markt         | Cross-Country | 1:33:18 h | 20   |

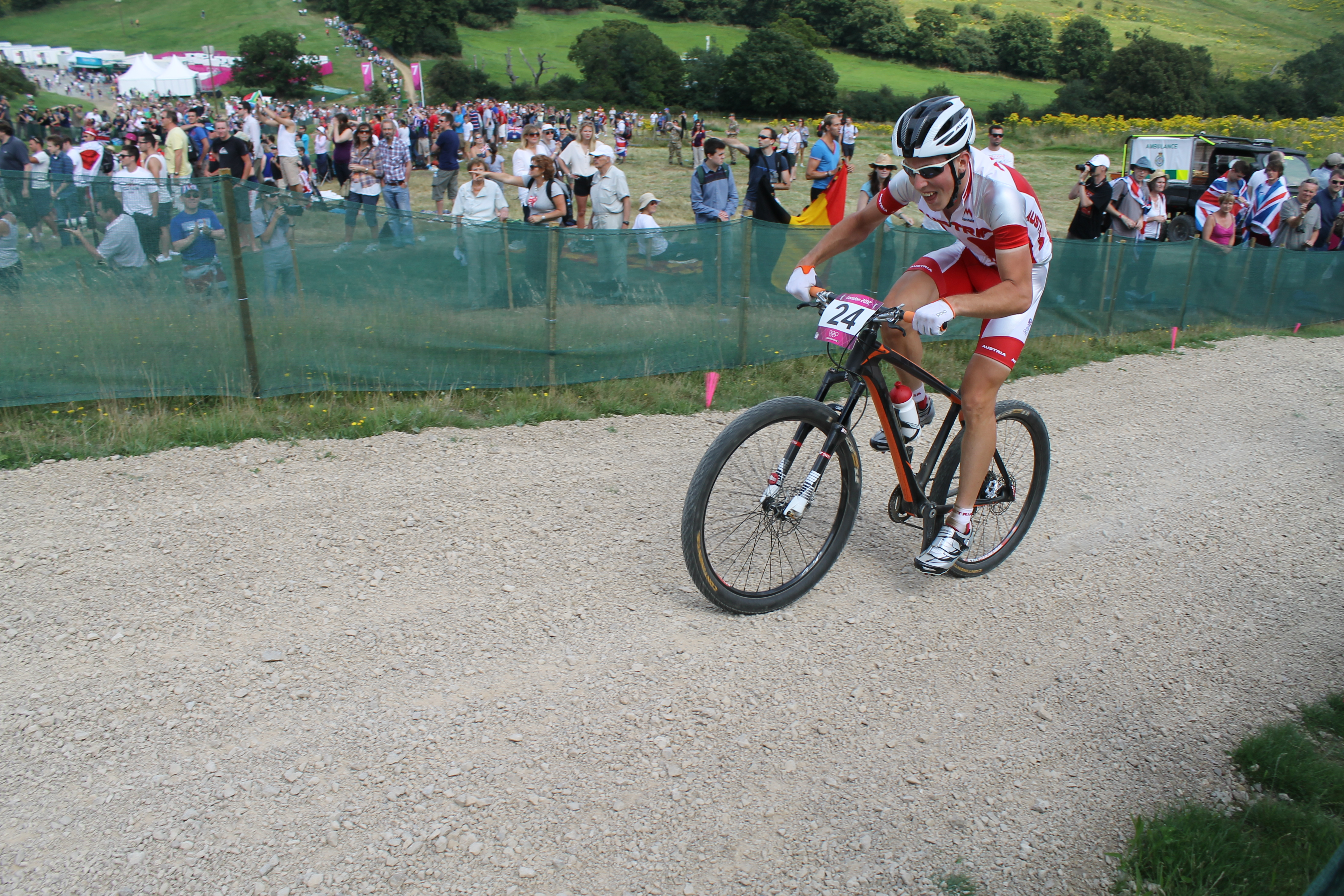
Alexander Gehbauer
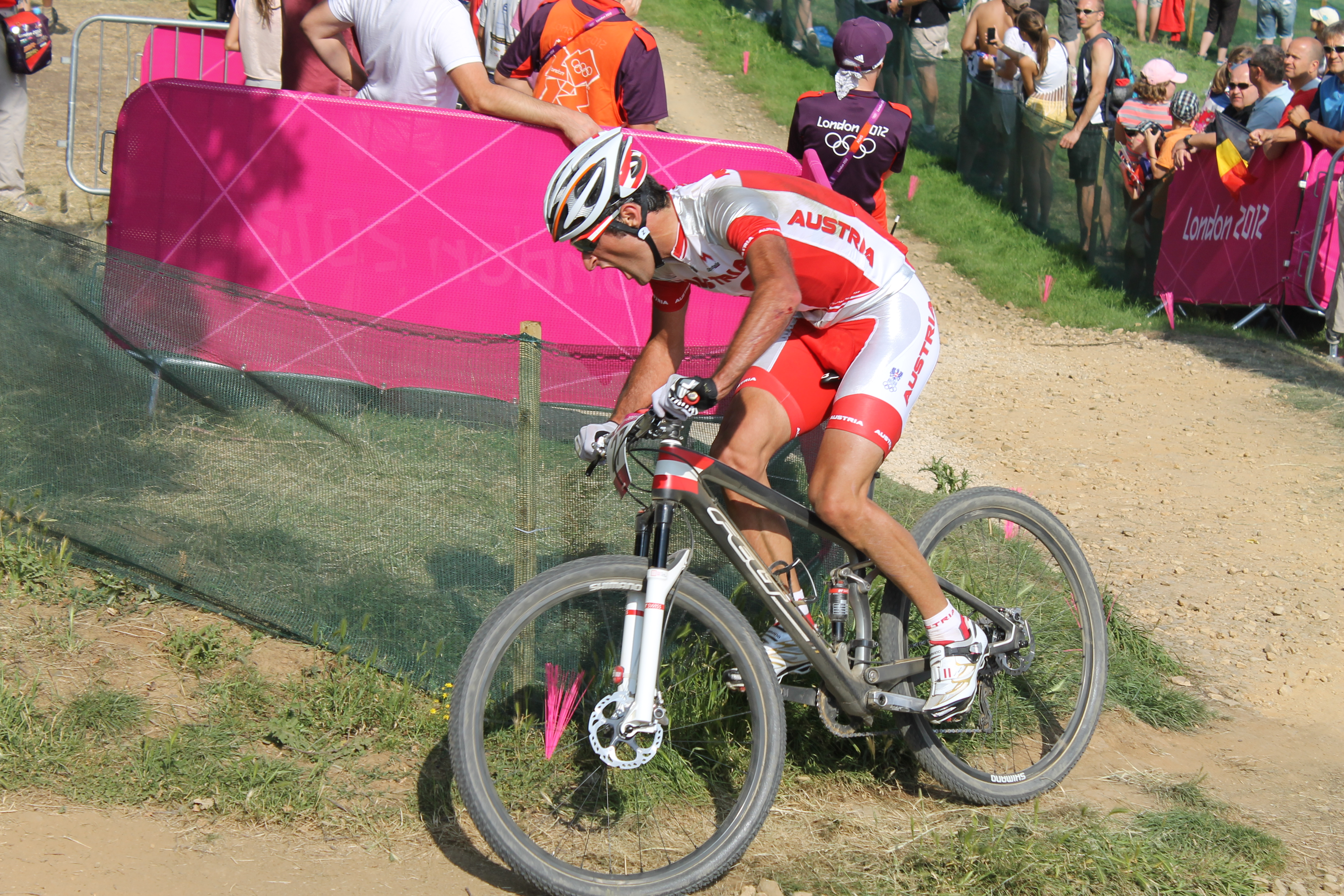
Karl Markt

### Reiten
| Athleten                          | Wettbewerb | Prozent | Rang |
| --------------------------------- | ---------- | ------- | ---- |
| Dressur                           |            |         |      |
| Victoria Max-Theurer mit Augustin | Einzel     | 79,053  | 13   |
| Renate Voglsang mit Fabriano      | Einzel     | 69,635  | 34   |

| Athleten                   | Wettbewerb | Minuspunkte Dressur | Minuspunkte Gelände | Minuspunkte Springen | Minuspunkte Gesamt | Rang          |
| -------------------------- | ---------- | ------------------- | ------------------- | -------------------- | ------------------ | ------------- |
| Vielseitigkeit             |            |                     |                     |                      |                    |               |
| Harald Ambros mit O-Feltiz | Einzel     | 69,50               | eliminiert          | ausgeschieden        | ausgeschieden      | ausgeschieden |

### Ringen
| Athleten                         | Wettbewerb       | Qualifikation | Qualifikation | Achtelfinale      | Achtelfinale | Viertelfinale | Viertelfinale | Halbfinale    | Halbfinale    | Hoffnungsrunde Viertelfinale | Hoffnungsrunde Viertelfinale | Hoffnungsrunde Halbfinale | Hoffnungsrunde Halbfinale | Hoffnungsrunde Finale | Hoffnungsrunde Finale | Finale        | Finale        | Rang |
| Athleten                         | Wettbewerb       | Gegner        | Ergebnis      | Gegner            | Ergebnis     | Gegner        | Ergebnis      | Gegner        | Ergebnis      | Gegner                       | Ergebnis                     | Gegner                    | Ergebnis                  | Gegner                | Ergebnis              | Gegner        | Ergebnis      | Rang |
| -------------------------------- | ---------------- | ------------- | ------------- | ----------------- | ------------ | ------------- | ------------- | ------------- | ------------- | ---------------------------- | ---------------------------- | ------------------------- | ------------------------- | --------------------- | --------------------- | ------------- | ------------- | ---- |
| griechisch-römischer Stil Männer |                  |               |               |                   |              |               |               |               |               |                              |                              |                           |                           |                       |                       |               |               |      |
| Amer Hrustanovic                 | Klasse bis 84 kg | Lee Seyeol    | 3-0           | Damian Janikowski | 0-3          | ausgeschieden | ausgeschieden | ausgeschieden | ausgeschieden | ausgeschieden                | ausgeschieden                | ausgeschieden             | ausgeschieden             | ausgeschieden         | ausgeschieden         | ausgeschieden | ausgeschieden | 10   |

### Schießen
| Athleten            | Wettbewerb                               | Qualifikation | Qualifikation | Finale        | Finale        | Ringe | Rang |
| Athleten            | Wettbewerb                               | Ringe         | Rang          | Ringe         | Rang          | Ringe | Rang |
| ------------------- | ---------------------------------------- | ------------- | ------------- | ------------- | ------------- | ----- | ---- |
| Frauen              |                                          |               |               |               |               |       |      |
| Stephanie Obermoser | Luftgewehr 10 Meter                      | 395           | 19            | ausgeschieden | ausgeschieden | 395   | 19   |
| Stephanie Obermoser | Kleinkaliber Dreistellungskampf 50 Meter | 573           | 37            | ausgeschieden | ausgeschieden | 573   | 37   |
| Männer              |                                          |               |               |               |               |       |      |
| Thomas Farnik       | Luftgewehr 10 Meter                      | 591           | 28            | ausgeschieden | ausgeschieden | 591   | 28   |
| Thomas Farnik       | Kleinkaliber Dreistellungskampf 50 Meter | 1167          | 12            | ausgeschieden | ausgeschieden | 1167  | 12   |
| Christian Planer    | Kleinkaliber liegend 50 Meter            | 592           | 23            | ausgeschieden | ausgeschieden | 592   | 23   |
| Thomas Farnik       | Kleinkaliber liegend 50 Meter            | 592           | 27            | ausgeschieden | ausgeschieden | 592   | 27   |
| Andreas Scherhaufer | Trap                                     | 119           | 17            | ausgeschieden | ausgeschieden | 119   | 17   |

### Schwimmen
| Athleten                                                      | Wettbewerb                 | Vorlauf     | Vorlauf | Halbfinale      | Halbfinale      | Finale           | Finale        | Rang |
| Athleten                                                      | Wettbewerb                 | Zeit        | Rang    | Zeit            | Rang            | Zeit             | Rang          | Rang |
| ------------------------------------------------------------- | -------------------------- | ----------- | ------- | --------------- | --------------- | ---------------- | ------------- | ---- |
| Frauen                                                        |                            |             |         |                 |                 |                  |               |      |
| Jördis Steinegger                                             | 200 m Freistil             | 2:02,39 min | 29      | ausgeschieden   | ausgeschieden   | ausgeschieden    | ausgeschieden | 29   |
| Nina Dittrich                                                 | 800 m Freistil             | 8:45,41 min | 28      | ausgeschieden   | ausgeschieden   | ausgeschieden    | ausgeschieden | 28   |
| Birgit Koschischek                                            | 100 m Schmetterling        | 1:00,54 min | 37      | ausgeschieden   | ausgeschieden   | ausgeschieden    | ausgeschieden | 37   |
| Lisa Zaiser                                                   | 200 m Lagen                | 2:14,56 min | 19      | ausgeschieden   | ausgeschieden   | ausgeschieden    | ausgeschieden | 19   |
| Jördis Steinegger                                             | 400 m Lagen                | 4:45,80 min | 23      | ausgeschieden   | ausgeschieden   | ausgeschieden    | ausgeschieden | 23   |
| Männer                                                        |                            |             |         |                 |                 |                  |               |      |
| David Brandl                                                  | 200 m Freistil             | 1:49,00 min | 27      | ausgeschieden   | ausgeschieden   | ausgeschieden    | ausgeschieden | 27   |
| Dinko Jukić                                                   | 100 m Schmetterling        | 52,22 s     | 13      | 51,99 s (ÖR)    | 9               | ausgeschieden    | ausgeschieden | 9    |
| Dinko Jukić                                                   | 200 m Schmetterling        | 1:54,79 min | 1       | 1:54,95 min     | 6               | 1:54,35 min (ÖR) | 4             | 4    |
| Hunor Mate                                                    | 200 m Brust                | 2:15,98 min | 29      | ausgeschieden   | ausgeschieden   | ausgeschieden    | ausgeschieden | 29   |
| Sebastian Stoss                                               | 200 m Rücken               | 2:02,91 min | 34      | ausgeschieden   | ausgeschieden   | ausgeschieden    | ausgeschieden | 34   |
| Markus Rogan                                                  | 200 m Lagen                | 1:58,66 min | 8       | disqualifiziert | disqualifiziert | ausgeschieden    | ausgeschieden | –    |
| David Brandl Markus Rogan Florian Janistyn Christian Scherübl | 4 × 200-m-Freistil-Staffel | 7:17,94 min | 16      | ausgeschieden   | ausgeschieden   | ausgeschieden    | ausgeschieden | 16   |

(ÖR) = Österreichischer Rekord

### Segeln
Fleet Race
| Athleten                             | Wettbewerb  | Qualifikation | Qualifikation | Medal Race    | Medal Race    | Punkte | Rang |
| Athleten                             | Wettbewerb  | Punkte        | Rang          | Punkte        | Rang          | Punkte | Rang |
| ------------------------------------ | ----------- | ------------- | ------------- | ------------- | ------------- | ------ | ---- |
| Frauen                               |             |               |               |               |               |        |      |
| Lara Vadlau Eva-Maria Schimak        | 470er       | 143           | 20            | ausgeschieden | ausgeschieden | 143    | 20   |
| Männer                               |             |               |               |               |               |        |      |
| Andreas Geritzer                     | Laser       | 158           | 20            | ausgeschieden | ausgeschieden | 158    | 20   |
| Florian Reichstädter Matthias Schmid | 470er       | 89            | 9             | 18            | 9             | 107    | 9    |
| Florian Raudaschl                    | Finn Dinghy | 179           | 23            | ausgeschieden | ausgeschieden | 179    | 23   |
| Nico Delle Karth Nikolaus Resch      | 49er        | 116           | 7             | 2             | 1             | 118    | 4    |

### Synchronschwimmen
| Athletinnen              | Wettbewerb | Qualifikation     | Qualifikation     | Qualifikation  | Qualifikation  | Qualifikation | Qualifikation | Finale         | Finale         | Finale           | Finale           |
| Athletinnen              | Wettbewerb | Technische Kür TK | Technische Kür TK | Freie Kür FK-Q | Freie Kür FK-Q | Gesamt        | Gesamt        | Freie Kür FK-F | Freie Kür FK-F | Gesamt TK + FK-F | Gesamt TK + FK-F |
| Athletinnen              | Wettbewerb | Punkte            | Rang              | Punkte         | Rang           | Punkte        | Rang          | Punkte         | Rang           | Punkte           | Rang             |
| ------------------------ | ---------- | ----------------- | ----------------- | -------------- | -------------- | ------------- | ------------- | -------------- | -------------- | ---------------- | ---------------- |
| Frauen                   |            |                   |                   |                |                |               |               |                |                |                  |                  |
| Nadine Brandl Livia Lang | Duett      | 82,000            | 19                | 81,850         | 20             | 163,850       | 19            | ausgeschieden  | ausgeschieden  | ausgeschieden    | 19               |

### Tennis
| Athleten                     | Wettbewerb | 1. Runde                 | 1. Runde      | 2. Runde      | 2. Runde      | Achtelfinale                 | Achtelfinale   | Viertelfinale | Viertelfinale | Halbfinale    | Halbfinale    | Finale        | Finale        |
| Athleten                     | Wettbewerb | Gegner                   | Ergebnis      | Gegner        | Ergebnis      | Gegner                       | Ergebnis       | Gegner        | Ergebnis      | Gegner        | Ergebnis      | Gegner        | Ergebnis      |
| ---------------------------- | ---------- | ------------------------ | ------------- | ------------- | ------------- | ---------------------------- | -------------- | ------------- | ------------- | ------------- | ------------- | ------------- | ------------- |
| Frauen                       |            |                          |               |               |               |                              |                |               |               |               |               |               |               |
| Tamira Paszek                | Einzel     | Alizé Cornet             | 6:7, 4:6      | ausgeschieden | ausgeschieden | ausgeschieden                | ausgeschieden  | ausgeschieden | ausgeschieden | ausgeschieden | ausgeschieden | ausgeschieden | ausgeschieden |
| Männer                       |            |                          |               |               |               |                              |                |               |               |               |               |               |               |
| Jürgen Melzer                | Einzel     | Marin Čilić              | 6:7, 2:6      | ausgeschieden | ausgeschieden | ausgeschieden                | ausgeschieden  | ausgeschieden | ausgeschieden | ausgeschieden | ausgeschieden | ausgeschieden | ausgeschieden |
| Jürgen Melzer Alexander Peya | Doppel     | Andy Murray Jamie Murray | 5:7, 7:6, 7:5 | –             | –             | David Ferrer Feliciano López | 3:6, 6:3, 9:11 | ausgeschieden | ausgeschieden | ausgeschieden | ausgeschieden | ausgeschieden | ausgeschieden |

### Tischtennis
| Athleten                                   | Wettbewerb | 1. Runde | 1. Runde | 2. Runde              | 2. Runde      | 3. Runde        | 3. Runde      | 4. Runde           | 4. Runde      | Viertelfinale | Viertelfinale | Halbfinale    | Halbfinale    | Finale        | Finale        | Rang |
| Athleten                                   | Wettbewerb | Gegner   | Ergebnis | Gegner                | Ergebnis      | Gegner          | Ergebnis      | Gegner             | Ergebnis      | Gegner        | Ergebnis      | Gegner        | Ergebnis      | Gegner        | Ergebnis      | Rang |
| ------------------------------------------ | ---------- | -------- | -------- | --------------------- | ------------- | --------------- | ------------- | ------------------ | ------------- | ------------- | ------------- | ------------- | ------------- | ------------- | ------------- | ---- |
| Frauen                                     |            |          |          |                       |               |                 |               |                    |               |               |               |               |               |               |               |      |
| Liu Jia                                    | Einzel     | Freilos  | Freilos  | Aljaksandra Prywalawa | 4:2           | Kim Kyung-ah    | 1:4           | ausgeschieden      | ausgeschieden | ausgeschieden | ausgeschieden | ausgeschieden | ausgeschieden | ausgeschieden | ausgeschieden | 17   |
| Li Qiangbing                               | Einzel     | Freilos  | Freilos  | Zhang Mo              | 4:1           | Kasumi Ishikawa | 2:4           | ausgeschieden      | ausgeschieden | ausgeschieden | ausgeschieden | ausgeschieden | ausgeschieden | ausgeschieden | ausgeschieden | 17   |
| Liu Jia Li Qiangbing Amelie Solja          | Mannschaft | Hongkong | 0:3      | ausgeschieden         | ausgeschieden | ausgeschieden   | ausgeschieden | ausgeschieden      | ausgeschieden | ausgeschieden | ausgeschieden | ausgeschieden | ausgeschieden | ausgeschieden | ausgeschieden | 9    |
| Männer                                     |            |          |          |                       |               |                 |               |                    |               |               |               |               |               |               |               |      |
| Werner Schlager                            | Einzel     | Freilos  | Freilos  | Mihai Bobocica        | 4:2           | Wang Hao        | 1:4           | ausgeschieden      | ausgeschieden | ausgeschieden | ausgeschieden | ausgeschieden | ausgeschieden | ausgeschieden | ausgeschieden | 17   |
| Chen Weixing                               | Einzel     | Freilos  | Freilos  | Olexander Diduch      | 4:0           | Adrien Mattenet | 4:0           | Dimitrij Ovtcharov | 0:4           | ausgeschieden | ausgeschieden | ausgeschieden | ausgeschieden | ausgeschieden | ausgeschieden | 9    |
| Werner Schlager Chen Weixing Robert Gardos | Mannschaft | Ägypten  | 3:0      | –                     | –             | –               | –             | –                  | –             | Deutschland   | 0:3           | ausgeschieden | ausgeschieden | ausgeschieden | ausgeschieden | 5    |

### Triathlon
| Athleten         | Wettbewerb | Zeit      | Rang |
| ---------------- | ---------- | --------- | ---- |
| Frauen           |            |           |      |
| Lisa Perterer    | Einzel     | 2:09:12 h | 48   |
| Männer           |            |           |      |
| Andreas Giglmayr | Einzel     | 1:51:14 h | 40   |

### Turnen

#### Gerätturnen
| Athleten          | Wettbewerb       | Qualifikation | Qualifikation | Finale        | Finale        | Rang |
| Athleten          | Wettbewerb       | Punkte        | Rang          | Punkte        | Rang          | Rang |
| ----------------- | ---------------- | ------------- | ------------- | ------------- | ------------- | ---- |
| Frauen            |                  |               |               |               |               |      |
| Barbara Gasser    | Mehrkampf Einzel | 50,633        | 46            | ausgeschieden | ausgeschieden | 46   |
| Männer            |                  |               |               |               |               |      |
| Fabian Leimlehner | Mehrkampf Einzel | 81,398        | 39            | ausgeschieden | ausgeschieden | 39   |

#### Rhythmische Sportgymnastik
| Athletinnen    | Wettbewerb       | Qualifikation | Qualifikation | Finale        | Finale        | Rang |
| Athletinnen    | Wettbewerb       | Punkte        | Rang          | Punkte        | Rang          | Rang |
| -------------- | ---------------- | ------------- | ------------- | ------------- | ------------- | ---- |
| Frauen         |                  |               |               |               |               |      |
| Caroline Weber | Mehrkampf Einzel | 104,950       | 18            | ausgeschieden | ausgeschieden | 18   |